# Міклеушень (Молдова)
Міклеушень (рум. Micleușeni) — село у Страшенському районі Молдови. Адміністративний центр однойменної комуни, до складу якої також входить село Хузун.

## Населення
За даними перепису населення 2004 року у селі проживали 2038 осіб.
Національний склад населення села:
| Національність       | Кількість осіб | Відсоток   |
| -------------------- | -------------- | ---------- |
| молдавани румуни     | 1981 35        | 97,2% 1,7% |
| українці             | 11             | 0,5%       |
| росіяни              | 7              | 0,3%       |
| інша / без відповіді | 4              | 0,2%       |
| Всього               | 2038           | 100%       |